# Moravské Bránice (nádraží)
Moravské Bránice jsou železniční stanice v km 131,862 železniční tratě z Brna do Hrušovan nad Jevišovkou, tarifně 23 km od stanice Brno hlavní nádraží. Stanice, ze které na jižním zhlaví vychází také trať do Oslavan, se nachází ve svahu na západním okraji obce Moravské Bránice v okrese Brno-venkov. Nádražní budova je typová, stejné se nacházejí i v dalších stanicích tratě, která dříve spojovala Brno s Vídní.

## Historie
V letech 1868–1870 byla společností C. k. privilegovaná Rakouská společnost státní dráhy (StEG) budována trať z Vídně přes Hrušovany nad Jevišovkou do Brna. Železniční stanice Moravské Bránice, nacházející se na výšině západně od obce Moravské Bránice, byla umístěná v jejím km 131,862 (staničeno z Vídně). 
Původní název stanice byl Kanitz-Eibenschitz (Kounice-Ivančice), což odkazovalo ke dvěma blízkým městům, Dolním Kounicím (3 km jihovýchodně) a Ivančicím (5 km západně). Prvním přednostou stanice byl pan Helebrant.
Dne 3. dubna 1885 byl dán předběžný souhlas k přípravným pracím na vystavění propojovací železnice ze stanice Hrušovany u Brna (na Ferdinandově dráze) přes Ledce, Pravlov, Moravské Bránice (kde měla křížit stávající vídeňskou trať), a dále do Ivančic a Oslavan. Definitivní projekt byl vypracován stavebním podnikatelem Osvaldem Žiwotskim až v roce 1907 a v tomtéž roce byl projekt výstavby železnice Moravské Bránice – Ivančice – Oslavany schválen c. k. ministerstvem železnic. Stavba byla zahájena 28. února 1911 a odbočná trať byla slavnostně uvedena do provozu 14. července 1912.
Z uzlu Moravské Bránice vede od té doby železnice třemi směry: úsek Moravské Bránice – Střelice má délku 10,775 km, Moravské Bránice – Oslavany délku 9,150 km a Moravské Bránice – Hrušovany nad Jevišovkou délku 39,316 km. Oslavanská trať se od tělesa hrušovanské trati odpojuje až skoro kilometr za nádražím, odbočná výhybka se ale nachází už na zhlaví. Plánovaná propojka do Hrušovan u Brna nikdy realizována nebyla.

### Výpravní budova

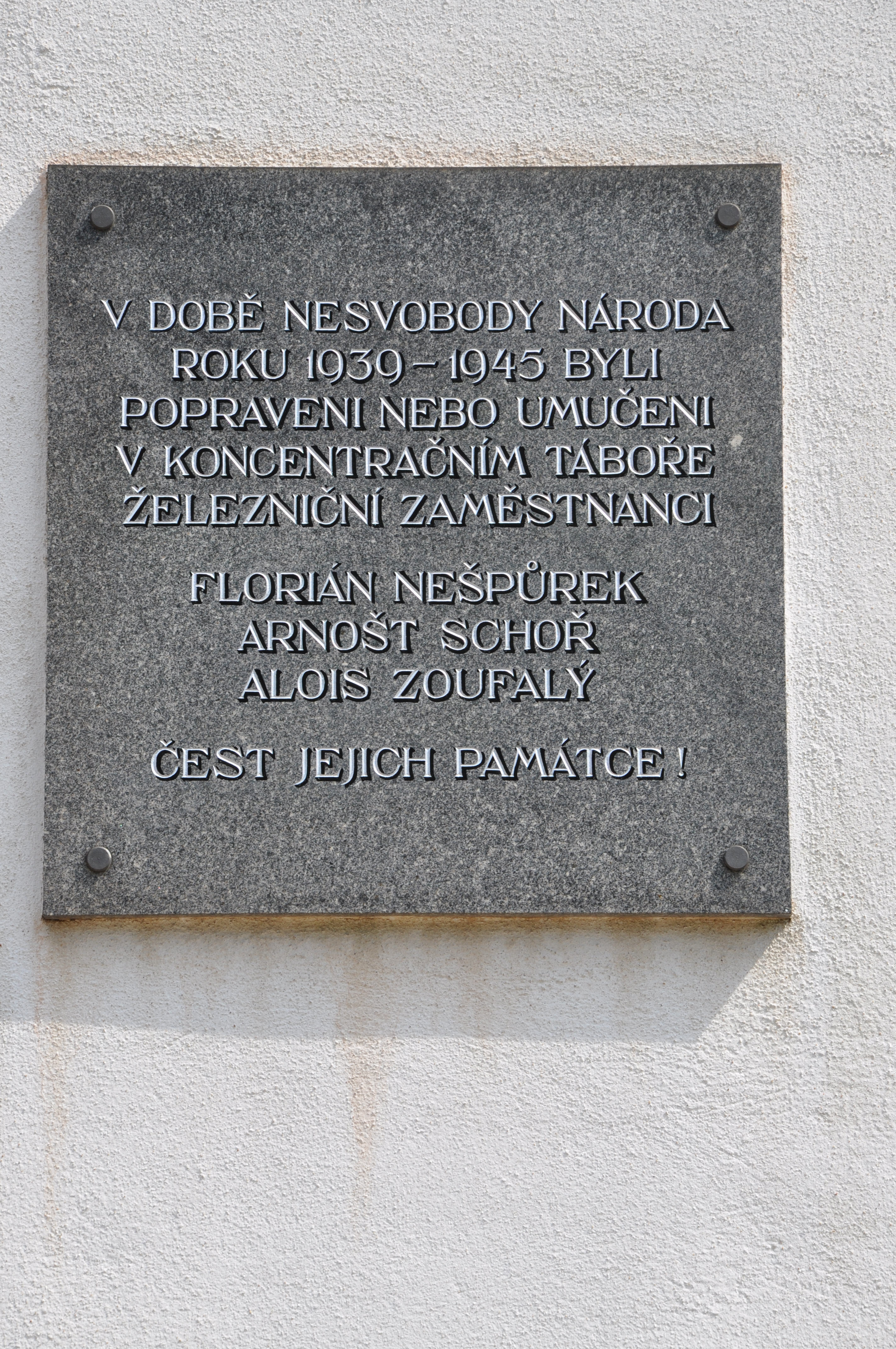
Pamětní deska

Nádražní budova byla postavena v letech 1868–1869 podle typového vzoru výpravních budov StEG. Jednopatrová výpravní budova je obdélného půdorysu se středovým tříosým rizalitem. Budova bíle omítaná s kontrastními červenými šambránami kolem oken a vstupů a se středovou římsou z červených neomítaných pálených cihel. Štíty s volskými okny s červenou šambránou jsou zdobené zubořezy z červených neomítaných pálených cihel. Střecha je sedlová. V původní budově byla i restaurace, která byla v roce 1875 přestavěna na služební byt. Střed budovy je umístěn v úrovni v km 131,862, který je zároveň začátkem železnice do Oslavan (km 0,0). Ve stanici byly vystavěny nakládací rampy se skladištní budovou.
Na budovu byla dne 27. října 1945 umístěna pamětní deska k uctění památky okupanty umučených železničních zaměstnanců.
V letech 1969–1975 projížděly přes stanici uhelné vlaky vypravované ze Zbýšova do oslavanské elektrárny. Denně projely dva páry ucelených vlaků, soupravy táhla lokomotiva řady 556.0.

### Stavědla
Stavědlo č. 1 byl postaveno podle vzoru 5007 v severním (střelickém) zhlaví. Na zděném soklu byla postavena dřevěná konstrukce se sedlovou střechou. Pro ovládání stavědla byl navržen elektromechanický řídící přístroj RANK. Tímto zařízením byly stanice postupně vybavovány ve dvacátých a třicátých letech 20. století. Stavědlo č. 1 ukončilo svůj provoz 9. listopadu 2010.
V roce 2010 byl přenesen do Železničního muzea KMD v Kroměříži pracovní pult z kanceláře výpravčího a ze stavědla č. 1 řídící stavědlové elektromechanické zařízení RANK.
Stavědlo č. 2 je na jižním zhlaví. Přízemní zděná stavba na obdélném půdoryse s vnějším schodištěm, na straně orientované k dráze jsou v řadě velká okna. Střecha je sedlová.

### Vodárna
Vedle výpravní budovy se nachází zděná budova drážního vodojemu. Budova vodárny je patrová jednoosá věž se sedlovou střechou s postranními křídly. Trojúhelníkové štíty a střešní římsy jsou zdobeny zubořezy z červených neomítaných pálených cihel. Středová profilovaná římsa je z červených neomítaných pálených cihel, nároží zdobily lizény.
Do nádrže vodojemu v horním patře byla čerpána voda ze studny, která byla na poli pod nádražím. Čerpadlo pro dopravu vody bylo poháněno malým parním strojem. Celé soustrojí bylo umístěno ve sklepě domku, kterému se říká Mašinhóz. Čerpadlo bylo vyrobeno v roce 1869 v maďarských železárnách v Reșițě. Od roku 1925 bylo čerpadlo poháněno elektromotorem. Budova je adaptována na restauraci. Parní kotel z roku 1918 je součástí dobové dekorace restaurace.
Z nádrže vodojemu voda byla přiváděná samospádem do dvou vodních jeřábů vedle kolejí. V době zahájení provozu železnice vodní jeřáby ještě nebyly postaveny, takže lokomotivy zajížděly po 8. koleji až k vodárně a tam byla voda čerpána do tendrů lokomotiv.